# Хрустов, Владимир Павлович
Владимир Павлович Хрустов (р. 1954, Нерчинск) — российский художник, член-корреспондент РАХ (2021). Постоянный участник выставок с 1984 года. Его работы экспонировались на 115 различных выставках: краевых, региональных, общероссийских и международных. Заслуженный художник Российской Федерации (2008).

## Биография
Владимир Хрустов родился в городе Нерчинске (Забайкалье) в 1954 г. Окончил художественно-графический факультет Хабаровского государственного педагогического института в 1981 г. С 1981 по 1984 год преподавал в школе. С 1984 по 2004 год — преподаватель Хабаровского пединститута. Живописец. Работает в жанрах портрета, «ню», натюрморта, ландшафтного и городского пейзажа. В последние годы занимается тематическими выставками: «Январь в Каталунии» 2001 г., «Пленер на Аляске»2001 г., «Коста Брава» 2002 г., «Ассоциативная живопись» 2002 г., «Тихая жизнь» 2002 г., «Город на этюдах и холстах» 2003 г., «Дальневосточный пейзаж» 2003 г., «Два взгляда на один город» 2003 г., «Пленер Владимира Хрустова» 2005 г., «Осень в Париже» 2006 г. На данный момент у него состоялись 28 персональных выставок.

## Творчество
Совершил ряд творческих поездок во Францию, Испанию, США, Южную Корею, Китай, по России и Дальнему Востоку. После каждой поездки следовал его творческий отчёт собранным материалом. Кроме выставок в России, работы экспонировались в:
- США (Анкоридж 1992 г., Чикаго 1993 г., Сиэтл 1995 г., Джуно 2000 и 2001 гг.);
- Франции (Париж 1995 г.);
- Японии (Токио 1993 и 1997 гг.);
- Ю. Корее (Кванджу 1998 г., Сеул 1999 г., Ульсан 1999 г., Гонджу 2005 г.);
- Китае (Хайлар 1994 г., Цзилинь 2005 г., Харбин 2006 г.);
- КНДР (Пхеньян 1989 г.);
- Сингапуре 1997 г.;
- Испании (Паламос 2001 г.);

Работы находятся в собраниях художественных музеев:
- Дальневосточный художественный музей. Хабаровск;
- Читинский областной художественный музей;
- Музей изобразительного искусства Комсомольска-на-Амуре;
- Музей современного искусства. Биробиджан;
- Республиканский национальный художественный музей. Якутск;
- Хэйлунцзянский художественный музей. Китай. Харбин.

В собраниях художественных галерей:
- Хабаровска (им. Федотова, «Арт-подвальчик»);
- Тикси (Городская картинная галерея);
- Москвы (галерея «Союз Творчество»);
- Красноармейска. Подмосковье. (Городская картинная галерея);
- Владивостока («Арт-этаж», «Арка»);
- Находки (Городская картинная галерея);

в коллекциях департаментов культуры мэрии г. Паламоса (Испании);
Бучена (Корея), Ниигаты (Япония), Харбина (Китай), а также в частных коллекциях России, Австралии, Англии, Венгрии, Германии, Израиля, Испании, Канады, Китая, Кореи, Малайзии, Нидерландов, Новой Зеландии, Сингапура, США, Швейцарии, Франции, Японии.

## Награды и звания
- Орден Дружбы (30 декабря 2022 года) — за большой вклад в развитие отечественной культуры и искусства, многолетнюю плодотворную деятельность[4].
- Заслуженный художник Российской Федерации (12 ноября 2008 года) — за заслуги в области изобразительного искусства[5].
- Премия Правительства Российской Федерации в области культуры (25 декабря 2024 года) — за серию живописных произведений «Амурская баллада», посвящённую коренным народам Дальнего Востока[6].
- Премия Администрации Хабаровского края в области литературы и искусства 1999 г.
- Премия Администрации города Хабаровска в области литературы и искусства 2006 г.
- Премия Губернатора Хабаровского края в области литературы и искусства 2020 г.[7]
- Член Союза художников России с 1991 года.